# 稻村文吾
稻村文吾（日语：／）是一位主要翻译中文推理小说的日本翻译家。

## 经历
稻村文吾毕业于早稻田大学经济学部，大学时隶属于早稻田大学推理小说俱乐部（ワセダミステリクラブ）。2014年，翻译了一批中文圈的推理小说，并以《现代华文推理系列》为名在Kindle上。
稻村经常会在推特上撰写一些中文推理小说的书评。
从2017年开始，他每年都会总结繁体中文圈的推理小说相关资讯，并发表题为《香港/台湾推理的一年（台湾/香港ミステリの一年）》的系列文章。

## 译书

#### 单行本
- 《ぼくは漫画大王》胡傑 文藝春秋 2016年5月（原題：《我是漫画大王》）
- 《逆向誘拐》文善 文藝春秋 2017年8月
- 《元年春之祭》陸秋槎 早川書房 2018年9月
- 《ディオゲネス変奏曲》陳浩基 早川書房 2019年4月（原題：《第欧根尼变奏曲》）
- 《黄》雷鈞 文藝春秋 2019年7月
- 《雪が白いとき、かつそのときに限り》陸秋槎 早川書房 2019年10月（原題：《当且仅当雪是白的》）
- 《死亡通知書 暗黒者》周浩暉 早川書房 2020年8月
- 《文学少女対数学少女》陸秋槎 早川書房 2020年12月
- 《島田荘司選 日華ミステリーアンソロジー》 講談社 2021年3月

#### 杂志及选集刊登
- 《1797年のザナドゥ》陸秋槎 《ミステリマガジン》2019年3月号掲載 2019年1月（原題：《1797年的仙那都》）
- 《藍を見つめる藍》陳浩基 《ミステリマガジン》2019年3月号掲載 2019年1月（原題：《窥伺蓝色的蓝》）
- 《色のない緑》陸秋槎 《アステリズムに花束を 百合SFアンソロジー》ハヤカワ文庫JA 2019年6月 / 《ベストSF2020》竹書房文庫　2020年7月（原題：《没有颜色的绿》）
- 《インディアン・ロープ・トリックとヴァジュラナーガ》稲村文吾訳 《S-Fマガジン》2021年6月号掲載 2021年4月

#### 电子出版
- 《現代華文推理系列　第一集》 Kindle 2014年10月[4]
  - 《人体博物館殺人事件》 御手洗熊猫
  - 《おれみたいな奴が》 水天一色（原題：《我这样的人》）
  - 《バドミントンコートの亡霊》 林斯諺（原題：《羽球场的亡灵》）
  - 《犯罪の赤い糸》 寵物先生（原題：《犯罪红线》）
- 《現代華文推理系列　第二集》 Kindle 2015年10月[5]
  - 《風に吹かれた死体》 冷言（原題：《憎恶之锤》）

- - 《憎悪の鎚》 鶏丁（孙沁文）（原題：《风吹来的尸体》）
  - 《愚者たちの盛宴》 江離（原題：《愚者们的盛宴》）
  - 《見えないＸ》 陳浩基（原題：《隐身的X》）
- 《現代華文推理系列　第三集》 Kindle 2016年11月[6]
  - 《自殺する死体》 藍霄（原題：《自杀的尸体》）
  - 《血染めの傀儡》 陳嘉振（原題：《染血的傀儡》）
  - 《飄血祝融》 江成

## 荣誉[7]
- 2017年5月 第17回 本格推理大奖 《現代華文推理系列》 候補
- 2019年2月 第8回 うつのみや大賞 《元年春之祭》 候補

## 脚注
1. ↑  .   [2021-03-31]. （原始内容存档于2021-01-24）.
2. ↑  .   [2021-03-31]. （原始内容存档于2020-09-27）.
3. ↑  稻村文吾的note，他会在这里发表《香港/台湾推理的一年》
4. ↑  《現代華文推理系列　第一集》的亚马逊页面
5. ↑  《現代華文推理系列　第二集》的亚马逊页面
6. ↑  《現代華文推理系列　第三集》的亚马逊页面
7. ↑  「文学賞の世界」中记录的稻村文吾获奖记录